# Berriz
Berriz (spanisch Bérriz, früher: Vérriz) ist ein Municipio in der spanischen Provinz Bizkaia der Autonomen Gemeinschaft Baskenland in der Comarca Durangaldea (Duranguesado). Berriz hat 4.600 Einwohnern (Stand: 2024), die mehrheitlich baskischsprachig sind. Hauptort und Verwaltungssitz der Gemeinde ist Olakueta. Die übrigen Ortschaften sind Andikoa, Eitua, Murgoitio, Okango, Sallobente und Sarria.

## Lage
Berriz liegt etwa 28 Kilometer ostsüdöstlich von Bilbao in einer Höhe von ca. 160 m. Durch die Gemeinde führt die Autopista AP-8. 

## Einwohnerentwicklung
| 1900 | 1910 | 1920 | 1930 | 1940 | 1950 | 1960 | 1970 | 1981 | 1991 | 2001 | 2011 | 2021 |
| ---- | ---- | ---- | ---- | ---- | ---- | ---- | ---- | ---- | ---- | ---- | ---- | ---- |
| 1695 | 1797 | 2048 | 2061 | 1991 | 2138 | 2207 | 3532 | 4127 | 4216 | 4212 | 4871 | 4537 |

## Sehenswürdigkeiten
- Johanniskirche (Iglesia de San Juan Evangelista), Fundamente aus dem Jahre 1053
- Wallfahrtskirche Unser Lieben Frau von Andikoa (Nuestra Señora de Andikoa)
- Konvent Vera Cruz de Berriz
- Rathaus, ehem. Casa torre

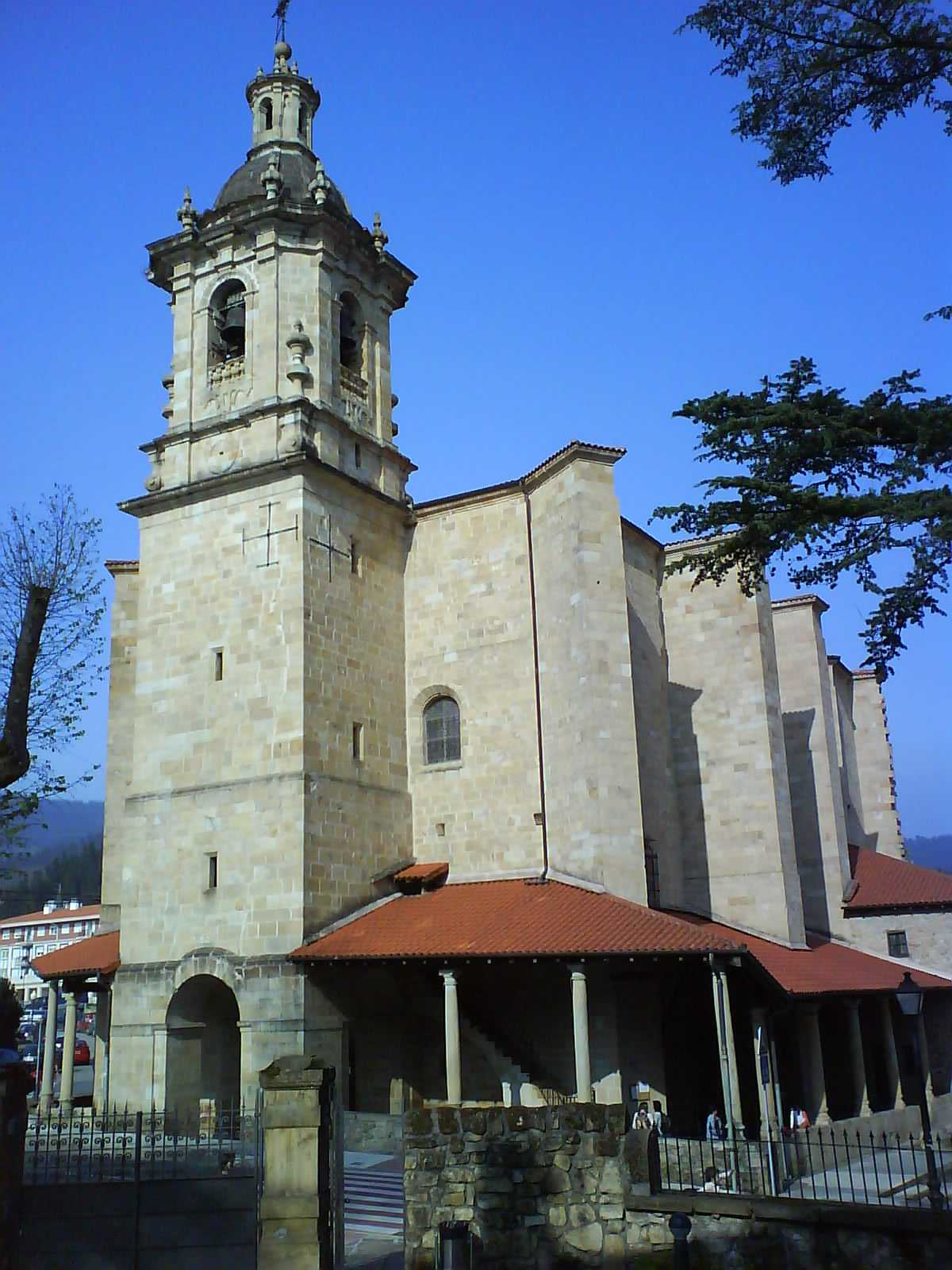
Johanniskirche
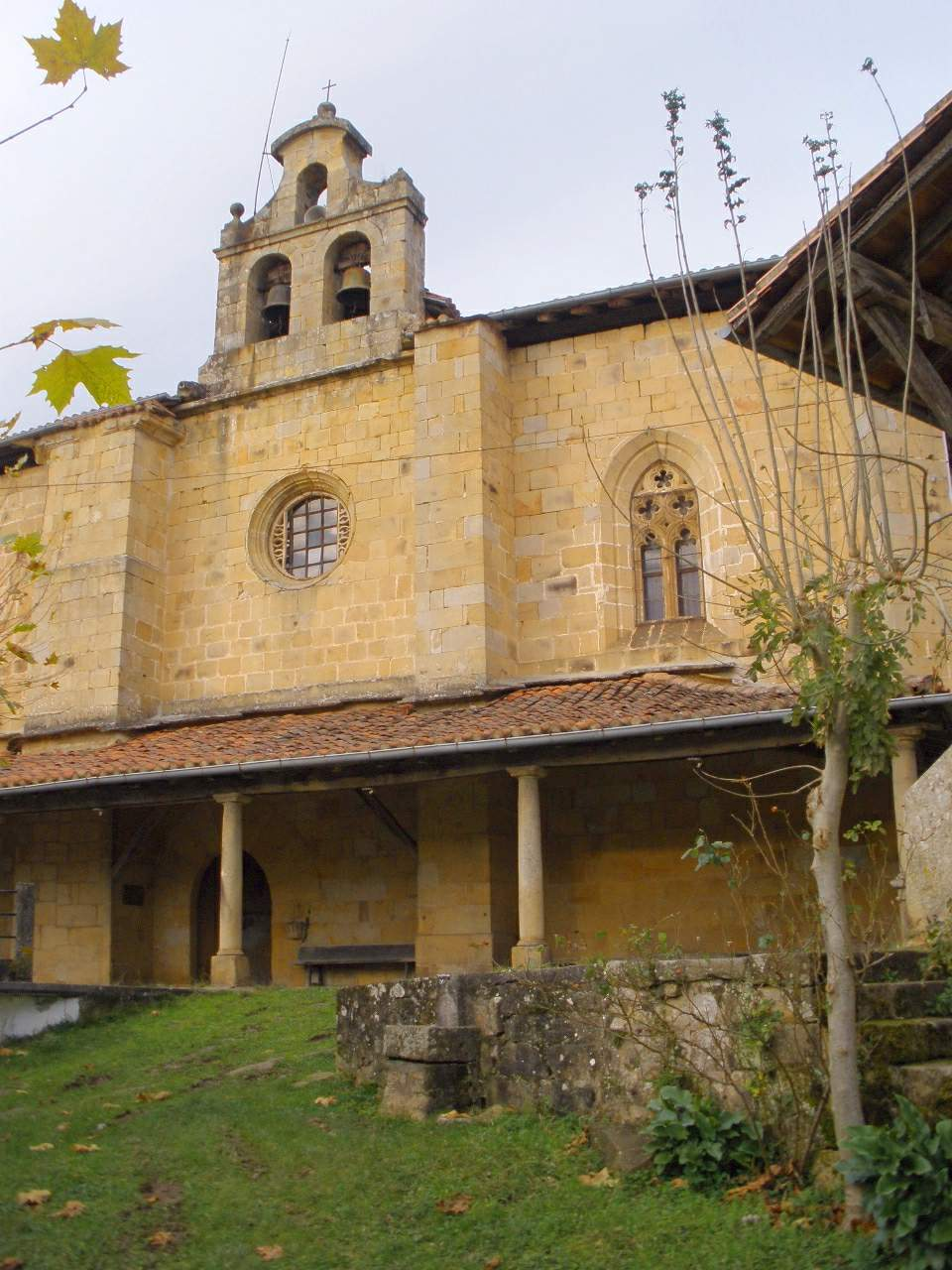
Wallfahrtskirche Unser Lieben Frau
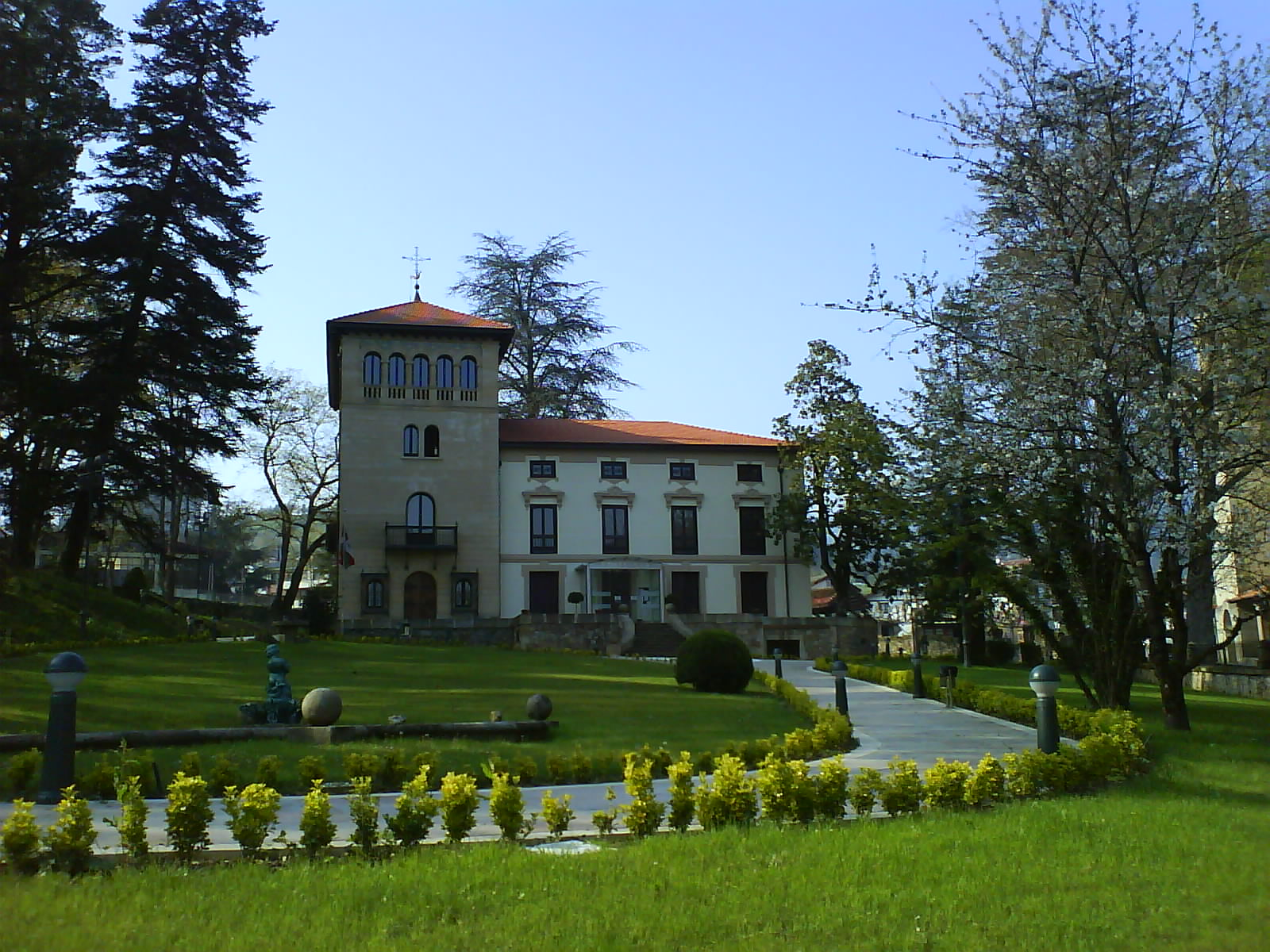
Rathaus

## Persönlichkeiten
- Martina Ibaibarriaga (1788–1849), Rebellin
- José Luis Uribezubia (genannt Katarrilla, * 1945), Radrennfahrer
- Ismael Lejarreta (* 1953), Radrennfahrer
- Marino Lejarreta (* 1957), Radrennfahrer, Gewinner der Vuelta a Espana 1982
- Beñat Albizuri (* 1981), Radrennfahrer
- Iñaki Lejarreta (1983–2012), Mountainbikefahrer
- Miren Amuriza (* 1990), baskische Singer-Songwriterin, Schriftstellerin